# Heinrich Leuchtgens
Heinrich Leuchtgens (* 31. Oktober 1876 in Birklar im Landkreis Gießen; † 21. März 1959 in Friedberg) war ein deutscher Politiker.

## Leben
Heinrich Leuchtgens wurde als Sohn des fürstlich-solmsschen Wagenmeisters Peter Rainer Leuchtgens und seiner Ehefrau Margarete geborene Klamm geboren. Er war in erster Ehe seit 1900 mit Auguste Vorbach († 1936) und seit 1946 in zweiter Ehe mit der Studienrätin Hilde Kullmann verheiratet. Aus der ersten Ehe gingen die Kinder August (* 1901 in Alsfeld) und Verena (* 1903 in Bad Nauheim) hervor.
Er besuchte von 1883 bis 1891 die Volksschule in Lich und von 1891 bis 1893 die Präparandenschule in Lich. Da Präparandenanstalten auf den Besuch eines Lehrerseminars vorbereiteten, schloss sich von 1893 bis 1896 der Besuch des Lehrerseminars in Friedberg/Hessen an. Leuchtgens war von 1896 bis 1905 als Volksschullehrer in Burgholzhausen vor der Höhe und von 1905 bis 1925 als Seminarlehrer am Friedberger Lehrerseminar tätig. Von 1914 bis 1918 nahm er als Soldat am Ersten Weltkrieg teil. An der Westfront kämpfend wurde er im April 1916 zum Leutnant befördert.
In den Jahren 1919 bis 1931 war er als Leitartikler bei der „Neuen Tageszeitung“ in Friedberg tätig. Die „Neue Tageszeitung“ war 1908 von führenden Mitgliedern des Hessischen Landbundes gegründet worden. Dieses Kampfblatt bäuerlicher Interessen stand während der Zeit der Weimarer Republik auf der Seite der Demokratiegegner und war dem rechten bis rechtsextremen Lager zuzurechnen.
Von 1921 bis 1924 studierte Leuchtgens Nationalökonomie, Finanzwissenschaft und Jurisprudenz an den Universitäten Frankfurt am Main und Gießen. 1922 legte er die Reifeprüfung für Realgymnasien ab. Nach seiner Abschlussprüfung als Volkswirt wurde er 1924 an der Universität Gießen zum Dr. rer. pol. promoviert. Der Titel seiner Dissertation lautete: „Gesellschaft und Staat bei Christian Jacob Kraus“.
1928/29 volontierte er bei der „Deutschen Effecten- und Wechselbank“ in Frankfurt am Main. 1929 gründete er gemeinsam mit mehreren Geldgebern die „Oberhessische Bank Actien-Gesellschaft, Friedberg (Hessen)“ und übernahm den Vorsitz ihres Aufsichtsrats.

## Politik
Von 1910 bis 1933 war Leuchtgens Mitglied des Friedberger Stadtparlaments. Seit 1922 gehörte er als stellvertretender Bürgermeister (Beigeordneter) auch dem Magistrat an. In seiner Funktion als Stadtverordneter vertrat er die Interessen der Stadt Friedberg im Kuratorium des Polytechnikums Friedberg. Wie das 3. Protokollbuch des Kuratoriums des Polytechnikums ausweist, hatte Leuchtgens dort einige Zeit den Vorsitz inne.
Zunächst war Leuchtgens Mitglied der Fortschrittlichen Volkspartei, schloss sich jedoch nach dem Ersten Weltkrieg dem Hessischen Bauernbund an, der eng mit der DNVP verbunden war. 1925 bis 1931 saß er für den Bauernbund, der sich ab 1927 Hessischer Landbund nannte, im hessischen Landtag und war bis 1927 auch Fraktionsvorsitzender. Leuchtgens war Mitglied des Finanzausschusses. 1932 kandidierte er mit einer eigenen Liste („Liste Leuchtgens“) zum Landtag, scheiterte aber mit 0,28 % der Stimmen.
Leuchtgens stand in heftiger Opposition gegenüber den politischen Zielen, die von SPD, Zentrum und Deutscher Staatspartei vertreten wurden. Trotz seiner rechtsextremen Ansichten wurde Leuchtgens im Jahr 1934 für fünf Wochen in das Konzentrationslager Osthofen verbracht. Aufgrund dieser einschneidenden persönlichen Erfahrung lebte er bis zum Ende des Dritten Reichs völlig zurückgezogen von aller öffentlichen Betätigung. Die Inhaftierung von Leuchtgens mag aus heutiger Sicht überraschend sein, weil es sich bei den politischen KZ-Häftlingen in überwiegender Zahl um Mitglieder linker Parteien handelte. Jedoch wurden auch konservative und monarchistische Strömungen, wie sie die DNVP vertrat, von der Reichsregierung recht bald verfolgt. Ab 1934 trat sie monarchistischen Bestrebungen strikt entgegen. Auslöser waren die Feiern zum 75. Geburtstag des abgedankten Kaisers Wilhelm II. am 27. Januar 1934. Nachdem SA-Männer in Berlin eine Feier von Offiziersverbänden gestört hatten, veranlasste der deutsche Reichsminister des Innern, Wilhelm Frick (NSDAP), Gegenmaßnahmen. Er ersuchte im Februar 1934 die Landesregierungen, monarchistische Verbände sofort aufzulösen und zu verbieten. Konkretes Ziel der einzuleitenden Aktionen war die Auflösung der „Kaiserbewegung“ und des Vereins „Kaiserdank“.
Im Nachsommer 1945 gründete Leuchtgens mit Heinrich Fassbender die Nationaldemokratische Partei (NDP) und wurde ihr Vorsitzender; die Partei erhielt jedoch in der amerikanischen Besatzungszone keine Zulassung als Landespartei. Leuchtgens wurde 1946 erneut in den Stadtrat von Friedberg gewählt. Von 1946 bis 1947 fungierte er als erster stellvertretender Bürgermeister (Beigeordneter) der Stadt Friedberg. An den Verhandlungen der NDP mit der Deutschen Partei und der DKP-DRP am 1. Juli 1949 über einen gemeinsamen Wahlantritt zur Bundestagswahl 1949 nahm Leuchtgens für seine Partei gemeinsam mit Karl Schäfer und Erich Teuscher teil. Obwohl die Pläne recht weit gediehen waren, scheiterten sie letztendlich. Grund war die Erklärung der britischen Militärregierung, eine Fusionspartei werde keine Lizenz erhalten und könne somit nicht zur Wahl antreten.
Die NDP schloss daraufhin ein Wahlabkommen mit der hessischen FDP, aufgrund dessen Leuchtgens 1949 als einziger seiner Partei in den Deutschen Bundestag einzog. Er war nach Paul Löbe (SPD) und Konrad Adenauer (CDU) der drittälteste Abgeordnete des ersten Bundestages. Zuerst bildete er gemeinsam mit den fünf Abgeordneten der DKP-DRP die Gruppe Nationale Rechte und schloss im Januar 1950 seine Partei mit der niedersächsischen DKP-DRP zur Deutschen Reichspartei (DRP) zusammen, wechselte jedoch schon am 6. Dezember 1950 zur DP über. Am 27. Juli 1953 verließ er diese Partei wieder und blieb bis zum Ende der Wahlperiode fraktionslos. Nach seinem Ausscheiden aus dem Parlament gründete er 1954 die „Monarchistische Partei Deutschlands“, die 1956 in der „Volksbewegung für Kaiser und Reich“ aufging.